# ESPN Latinoamérica
ESPN Latinoamérica è un canale ESPN trasmesso in America Latina via cavo o tramite satellite, da non confondere con ESPN Deportes, un canale trasmesso in spagnolo negli USA per i residenti di origine ispanica.
Il canale non è accessibile dagli Stati Uniti, in quanto non è riuscito ad ottenere l'autorizzazione della trasmissione via etere per via dei diritti televisivi. È il maggior antagonista tra i canali a carattere sportivo di Fox Sports Latinoamérica nell'America Latina.

## Storia
La prima trasmissione ufficiale del canale risale al 1989. La programmazione è in parte in diretta in parte registrata o opera di ritrasmissioni di programmi dei canali "fratelli" ESPN, ESPN2 e ESPN Deportes. ESPN 2 è il secondo canale fratello ad essere nato a supporto del canale principale, ed è disponibile per Messico, Centroamerica e Venezuela, mentre nel 2002, come secondo canale disponibile in Argentina, Cile, Colombia, Ecuador, Uruguay, Paraguay, Perú e Bolivia, nacque ESPN+. Questi ultimi si differenziano nella programmazione per i bacini d'utenza di alcuni sport: fermo restando il calcio il tema principale, in Messico, Venezuela e nel resto del Centroamerica il resto della programmazione riguarda soprattutto il baseball, ESPN 2 predilige sport come rugby e tennis, più popolari in Sudamerica e in particolar modo in Argentina.
Dal novembre del 2011 è disponibile per tutta l'America Latina anche ESPN 3, diretto ad un pubblico giovane e che nella sua programmazione include, oltre ad eventi dal vivo di calcio e sport più popolari, programmi dedicati agli sport estremi e d'avventura, agli sport universitari e a film e documentari sportivi.

## Programmazione
ESPN latinoamerica, a differenza degli altri canali "fratelli" negli Stati Uniti, si adatta maggiormente alla cultura ispanica e ai telespettatori di lingua spagnola, con più programmi relativi al calcio, quali le dirette delle partite della Primera División (Spagna) spagnola, della Serie A italiana e della Premier League, oltre a partite di altri campionati europei e sudamericani. Fino al 2009 aveva i diritti per trasmettere la UEFA Champions League, persi poi a vantaggio di Fox Sports; tuttavia,  dalla stagione 2012-2013 li ha acquisiti nuovamente, seppur in compartecipazione con Fox Sports Latinoamérica.

Frequenti anche la trasmissione di partite di baseball.
La maggior parte degli spot presenti su questa rete sono di aziende del Messico, Argentina e Venezuela dove il canale ha molti telespettatori. Il canale è disponibile in portoghese per il Brasile, con il nome di ESPN Brasil.
Nel novembre 2009 è stata annunciata l'alta definizione.

## Segnali di ESPN in America Latina

### ESPN International
- Segnale 1: (Messico, Centroamerica e Venezuela)
- Segnale 2: (Argentina, Bolivia, Cile, Colombia, Ecuador, Paraguay, Perú e Uruguay)

### ESPN 2
- Segnale 1: (Messico)
- Segnale 2: (Centroamerica)
- Segnale 3: (Paraguay e Uruguay)
- Segnale 4: (Bolivia, Cile, Colombia, Ecuador, Perú e Venezuela)
- (Argentina) - lo stesso segnale 3, ma con l'eccezione del calcio argentino.

### ESPN 3
- Segnale 1: (Messico e Centroamerica)
- Segnale 2: (Sudamerica)

### ESPN Extra
- Segnale unico: (Disponibile per tutta l'America Latina)

### ESPN Play
- Piattaforma internet: (Disponibile per tutta l'America Latina)[4]